# Zodariodamus recurvatus
Zodariodamus
Genre
Espèce
Zodariodamus recurvatus, unique représentant du genre Zodariodamus, est une espèce fossile d'araignées aranéomorphes de la famille des Zodariidae.

## Distribution
Cette espèce a été découverte dans de l'ambre de la mer Baltique. Elle date du Paléogène.

## Publication originale
- (en) Wunderlich, 2004 : Fossil spiders (Araneae) of the family Zodariidae in Baltic amber, with remarks on their subfamilies including the Cryptothelinae and the Homalonychinae. Beiträge zur Araneologie, vol. 3, p. 1578–1611.